# Sean, a csodaapa
A Sean, a csodaapa (eredeti cím: Sean Saves the World) 2013-ban bemutatott amerikai televíziós szituációs komédia. A műsor alkotója Victor Fresco, a történet pedig egy elvált férfiról szól, akinek egyedül kell nevelnie a lányát. A főszereplők közt megtalálható Sean Hayes, Megan Hilty, Echo Kellum, Samantha Isler és Thomas Lennon.
Az Amerikai Egyesült Államokban az NBC mutatta be 2013. október 13-án, azonban 13 rész után levették műsorról. Az utolsó két rész az iTunesra került fel, 2014. március 24-én. Magyarországon a Humor+ tűzte műsorra.

## Cselekmény
Sean elvált, homoszexuális családapa, aki egy sikeres munkát végez. Azonban a 14 éves lánya, Ellie hozzá költözik, ezzel fenekestül ferforgatva az életét. Seannek nem csupán a szülőség nehézségeivel kell megkűzdenie, de újdonsült, temperamentumos főnökével és az anyjával is.

## Szereplők
| Szereplő       | Színész        | Magyar hang      |
| -------------- | -------------- | ---------------- |
| Sean Harrison  | Sean Hayes     | Hamvas Dániel    |
| Liz            | Megan Hilty    | F. Nagy Erika    |
| Hunter         | Echo Kellum    | Penke Bence      |
| Ellie Harrison | Samantha Isler | Hermann Lilla    |
| Max Thompson   | Thomas Lennon  | Barát Attila     |
| Lorna Harrison | Linda Lavin    | Andresz Kati     |
| Lee Thompson   | Stacy Keach    | Borbiczki Ferenc |

## Epizódok
| Sor. | Év. | Cím                             | Rendező       | Író                          | Premier                                     | Nézettség   | Gyártási szám |
| ---- | --- | ------------------------------- | ------------- | ---------------------------- | ------------------------------------------- | ----------- | ------------- |
| 1.   | 1.  | Pilot                           | James Burrows | Victor Fresco                | 2013. október 3. 2017. június 4.            | 4,43 millió | 101           |
| 2.   | 2.  | Busted                          | James Burrows | Claudia Lonow                | 2013. október 10 2017. június 11.           | 3,26 millió | 102           |
| 3.   | 3.  | Date Expectations               | Marc Buckland | Michael A. Ross              | 2013. október 17. 2017. június 11.          | 3,36 millió | 103           |
| 4.   | 4.  | Shut Your Parent Trap           | Marc Buckland | Rick Wiener , Kenny Schwartz | 2013. október 24. 2017. június 18.          | 3,96 millió | 104           |
| 5.   | 5.  | Nobody Puts Sean in a Corner    | Marc Buckland | Aseem Batra                  | 2013. október 31. 2017. június 18.          | 3,72 millió | 105           |
| 6.   | 6.  | Sean Comes Clean                | Marc Buckland | Matt Ward                    | 2013. november 7. 2017. június 25.          | 4,55 millió | 106           |
| 7.   | 7.  | The Good, the Bad and the Sean  | Marc Buckland | Mike Rosolio                 | 2013. november 14. 2017. június 25.         | 2,64 millió | 107           |
| 8.   | 8.  | Of Moles and Men                | Marc Buckland | Joe Keenan                   | 2013. november 21. 2017. július 2.          | 2,99 millió | 108           |
| 9.   | 9.  | Best Friends for Never          | Marc Buckland | Seth Raab , Nicholas Darrow  | 2013. december 12. 2017. július 2.          | 3,40 millió | 109           |
| 10.  | 10. | Sean the Fabulous               | Marc Buckland | Claudia Lonow                | 2014. január 2. 2017. július 9.             | 2,79 millió | 110           |
| 11.  | 11. | Trapped in the Closet           | Marc Buckland | Michael A. Ross              | 2014. január 9. 2017. július 9.             | 3,12 millió | 111           |
| 12.  | 12. | The Wrath of Sean               | Marc Buckland | Matt Ward                    | 2014. január 16. 2017. július 16.           | 2,67 millió | 112           |
| 13.  | 13. | I Know Why the Caged Bird Zings | Marc Buckland | Joe Keenan                   | 2014. január 23. 2017. július 16.           | 2,58 millió | 113           |
| 14.  | 14. | The Joy of Ex                   | Marc Buckland | Matt Ward                    | 2014. március 24. (ITunes) 2017. július 23. | n/a         | 114           |
| 15.  | 15. | The Dark Sean Rises             | Marc Buckland | Seth Raab , Nicholas Darrow  | 2014. március 24. (ITunes) 2017. július 23. | n/a         | 115           |